# Филипина Шарлота Пруска
Филипина Шарлота Пруска (на немски: Philippine Charlotte von Preußen) е принцеса на Прусия и чрез женитба херцогиня на Брауншвайг-Люнебург и княгиня на Брауншвайг-Волфенбютел (1735 – 1780).

## Живот
Родена е на 13 март 1716 година в Берлин, Кралство Прусия. Тя е четвъртата дъщеря на крал Фридрих Вилхелм I (1688 – 1740) и съпругата му принцеса София Доротея фон Хановер (1687 – 1757), дъщеря на крал Джордж I от Великобритания. Филипина е по-малката сестра на Фридрих Велики (1712 – 1786).
На 2 юли 1733 г. се омъжва в Берлин за херцог Карл I фон Брауншвайг-Волфенбютел (1713 – 1780). Нейният брат Фридрих се жени на 12 юни 1733 г. за неговата сестра Елизабет Христине.
Умира на 17 февруари 1801 година в Брауншвайг, Княжество Брауншвайг-Волфенбютел на 84-годишна възраст. Погребана е в катедралата на Брауншвайг. Филипина Шарлота оставя на библиотеката на Волфенбютел нейната сбирка от ок. 4000 книги.
- Филипа Шарлота от Прусия, херцогиня на Брауншвайг-Волфенбютел
- Филипа Шарлота от Прусия

## Деца
Филипина Шарлота и Карл I фон Брауншвайг-Волфенбютел имат 13 деца:
- Карл II Вилхелм Фердинанд (1735 – 1806), херцог на Брауншвайг-Волфенбютел
- Георг Франц (1736 – 1737)
- София Каролина Мария (1737 – 1817), ∞ 1759 маркграф Фридрих III от Бранденбург-Байройт (1711 – 1763)
- Христиан Лудвиг (1738 – 1742)
- Анна Амалия (1739 – 1807), ∞ 1756 Ернст Август II Константин (1737 – 1758), херцог на Саксония-Ваймар-Айзенах
- Фридрих Август фон Оелс (1740 – 1805), княз на Оелс
- Албрехт Хайнрих (1742 – 1761), пруски офицер
- Луиза Фридерика (1743 – 1744)
- Вилхелм Адолф (1745 – 1770), пруски генералмайор
- Елизабет Христина Улрика (1746 – 1840), ∞ 1765 г. (разведена 1769) престолонаследника, Фридрих Вилхелм II фон Прусия (1744 – 1797), по-късен крал на Прусия (1744 – 1797)
- Фридерика Вилхелмина (1748 – 1758)
- Августа Доротея (1749 – 1810), абатиса на Гандерсхайм
- Максимилиан Юлиус Леополд (1752 – 1785), пруски генералмайор